# Cayman Airways
Cayman Airways è la compagnia aerea di bandiera caymaniana, con sede a George Town, mentre il suo hub principale è l'aeroporto Internazionale Owen Roberts.
Il simbolo della compagnia, e sua mascotte, è Sir Turtle; il personaggio fu creato da Suzy Soto e fu ceduto al Dipartimento nazionale del turismo che lo adottò come suo simbolo. Nel 1978, con l'aggiunta di qualche piccola modifica, divenne anche il logo della compagnia aerea.

## Storia

### I primi anni: 1968-1975

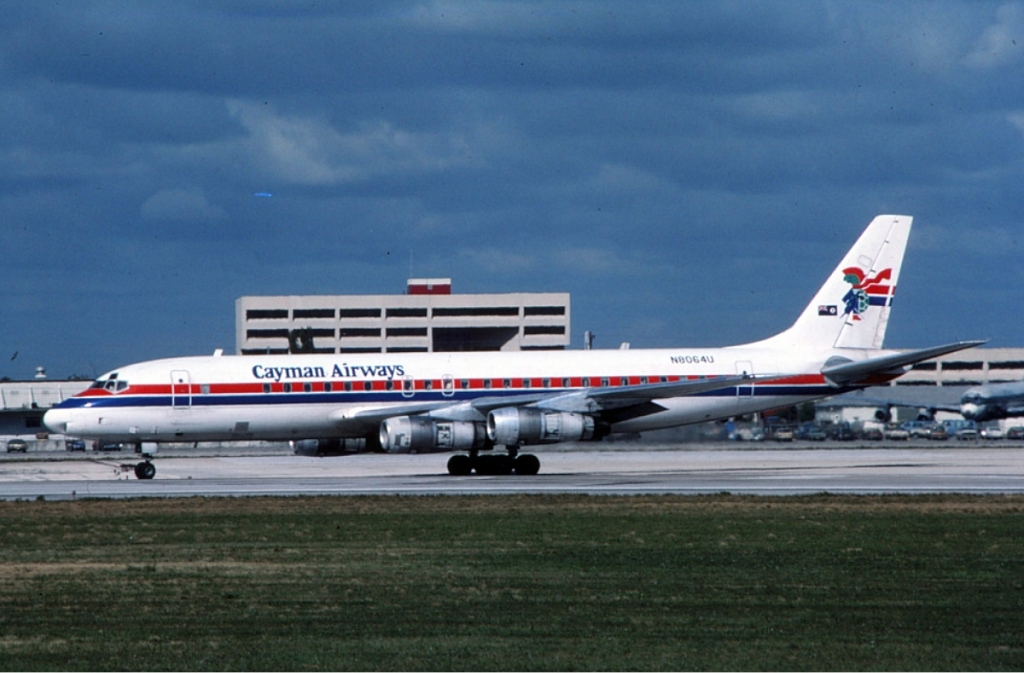
Un Douglas DC-8-52 nel 1985.

Cayman Airways venne fondata nel 1968 e iniziò le operazioni il 7 agosto dello stesso anno. Venne costituita in seguito all'acquisizione da parte del governo delle Isole Cayman del 51% di Cayman Brac Airways, fondata nel 1955 da LACSA e divenuta interamente di proprietà del governo a dicembre 1977. LACSA serviva Grand Cayman dalla metà degli anni '50 come scalo intermedio sulla sua rotta tra San José e Miami con alcuni voli che facevano scalo anche a L'Avana. Nel 1965, Cayman Brac Airways (conosciuta anche come CBA Airways Ltd.) gestiva servizi regionali dall'aeroporto Internazionale Owen Roberts a Grand Cayman, all'aeroporto internazionale Gerrard Smith di Cayman Brac e a Little Cayman via Montego Bay in Giamaica. Un volo settimanale con un bimotore Beechcraft 18 operava la rotta Grand Cayman - Little Cayman - Cayman Brac - Montego Bay. I voli di collegamento per Grand Cayman erano disponibili sia per i voli di LACSA verso Miami sia per i voli Pan Am verso Miami e New York City. La compagnia aerea iniziò le operazioni di volo con un Douglas DC-3 verso Kingston, in Giamaica, mentre i voli verso Miami venivano operati otto volte a settimana con un Douglas DC-6 in leasing. Nel 1973, il vettore aereo iniziò ad operare con i BAC One-Eleven su entrambe le rotte, con diciassette voli a settimana tra Grand Cayman e Miami e cinque voli a settimana tra Grand Cayman e Kingston.

### Espansione: 1976-1989
Nel 1976, l'aerolinea aumentò la concorrenza sulla rotta Grand Cayman - Miami, dal momento che Southern Airways e LACSA gestivano entrambe un servizio non-stop. Alla fine degli anni settanta, Cayman Airways iniziò ad operare verso l'aeroporto Intercontinentale di Houston-George Bush. Nel 1979 vennero acquistati e aggiunti alla flotta un ulteriore BAC One-Eleven, un Hawker Siddeley HS 748 e un Trittenlander Britten-Norman. Nel 1982, la compagnia aerea sostituì i suoi due BAC One-Eleven con i Boeing 727-200, rafforzando le capacità regionali e internazionali del vettore e consentendo l'introduzione di un servizio di prima classe. All'inizio degli anni ottanta, Cayman Airways gestiva un Douglas DC-8 e un Boeing 727-100 in leasing, sostituiti nel corso degli anni con i Boeing 737-200, i Boeing 737-300 e i Boeing 737-400. Durante gli anni ottanta, la compagnia iniziò ad offrire voli o servizi charter per Atlanta, Baltimora, Boston, Chicago, Detroit, Minneapolis, Newark, New York, Philadelphia e St. Louis.

### Crisi finanziaria: 1990-1999
Nel 1991, la compagnia aerea subì una grave crisi finanziaria in quanto alcuni vettori aerei tra cui American Airlines, Northwest Airlines e Pan Am erano in competizione con Cayman Airways sulla rotta Grand Cayman - Miami, con un totale di 41 voli senza scalo alla settimana, in funzione dalle quattro compagnie aeree. Attraverso l'aiuto finanziario del governo delle Isole Cayman, nonché alla ristrutturazione del vettore aereo con l'introduzione di nuovi velivoli e l'aggiunta di nuove destinazioni come Chicago, Dallas/Fort Worth e L'Avana, l'aerolinea venne salvata.

### Storia recente: 2000-presente
Nel 2016, è stato annunciato che quattro nuovi Boeing 737 MAX 8 sarebbero stati introdotti tra la fine del 2018 e il 2020, consentendo così l'eventuale ritiro dei Boeing 737-300 operati dalla compagnia. Era stato anche aggiunto un Boeing 737-800 come misura provvisoria come velivolo "ponte" tra il B737-300 e il nuovo B737 MAX 8. Cayman Airways Express ha introdotto anche i turboelica Saab 340B tra il 2015 e il 2016 in tandem con il l'eventuale ritiro graduale pianificato dei DHC-6-300 Twin Otter come parte del piano generale di ammodernamento della flotta.
Mercoledì 8 novembre 2017, il processo di ritiro del Boeing 737-300 è iniziato con il ritiro dal servizio del primo velivolo.
Lunedì 27 agosto 2018, Cayman Airways ha annunciato in una conferenza stampa che la compagnia aerea avrebbe aggiunto Denver al suo elenco di gateway, affermando che questo sarebbe stato il volo più lungo mai operato dalla compagnia.
Nell'ottobre 2018, il primo Boeing 737 MAX 8 della compagnia era sulla linea di assemblaggio finale presso la fabbrica Boeing Renton di Renton, Washington. Il secondo Boeing 737 MAX 8 della compagnia aerea era sulla linea di assemblaggio presso la fabbrica Boeing Renton tra fine gennaio e inizio febbraio. L'8 novembre 2018, il primo dei due ha compiuto il suo primo importante volo di prova.
Poco dopo il primo volo del Boeing 737 MAX 8 della compagnia, Cayman Airways ha rilasciato una dichiarazione riguardo alla sua sicurezza e sulla sua accettazione nella flotta dopo che si profilavano preoccupazioni a causa dell'incidente del volo Lion Air 610. Nella dichiarazione, il CEO e presidente di Cayman Airways Fabian Whorms ha riferito: "Posso garantire che ogni nostro nuovo aereo non verrà consegnato o accettato a meno che non abbia superato con successo tutti i test di volo e di terra richiesti in post-produzione. Cayman Airways opera all'interno di i parametri rigorosi di un sistema di gestione della sicurezza completo e robusto e i nostri nuovi Boeing 737 MAX 8 entreranno in servizio passeggeri solo dopo i controlli di conformità relativi alla sicurezza. Una volta entrati in servizio, saranno gestiti e mantenuti secondo i più alti standard, con il nostro solito e incrollabile impegno per la sicurezza".
A metà novembre, il primo Boeing 737 MAX 8 della compagnia aerea è stato dipinto con i colori dell'azienda. Ulteriori voli di prova sono stati effettuati dopo la verniciatura dell'aereo. Entro la fine di novembre, l'aereo aveva completato tutti i test di post-produzione richiesti ed era pronto per la consegna. Il primo aeromobile è stato consegnato presso l'aeroporto Internazionale Owen Roberts di Grand Cayman il 30 novembre 2018. Il secondo Boeing 737 MAX 8 è stato consegnato il 6 marzo 2019. Il terzo Boeing 737 MAX 8 avrebbe dovuto essere prodotto e consegnato entro settembre 2019. L'ultimo dei quattro Boeing 737 MAX 8 ordinati dalla compagnia aerea dovrebbe essere consegnato a settembre 2020.
Il 10 marzo 2019, Cayman Airways ha rilasciato una dichiarazione sull'interdizione al volo dei Boeing 737 MAX dopo che ulteriori preoccupazioni erano aumentate a causa di un secondo incidente, quello accaduto volo Ethiopian Airlines 302. Nella dichiarazione, Fabian Whorms, CEO di Cayman Airways, ha riferito: "Abbiamo preso la decisione di sospendere le operazioni di entrambi i nostri nuovi Boeing 737 Max 8 a partire da lunedì 11 marzo 2019, fino a quando non saranno ricevute ulteriori informazioni". Whorms ha anche affermato: "Cayman Airways sta attualmente lavorando in coordinamento sia con la Boeing Corporation che con l'Autorità per l'aviazione civile delle Isole Cayman (CAACI) per monitorare le indagini sul volo Ethiopian Airlines 302."
Alla fine di gennaio 2021, l'Autorità per l'aviazione civile delle Isole Cayman (CAACI) ha revocato la restrizione dello spazio aereo per i Boeing 737 MAX. Questa azione è stata eseguita a seguito dell'autorizzazione della Federal Aviation Administration (FAA) statunitense alla fine del 2020 e dell'approvazione nel gennaio 2021 da parte dell'Autorità per l'aviazione civile del Regno Unito (CAA del Regno Unito) e dell'Agenzia dell'Unione europea per la sicurezza aerea (EASA). I funzionari hanno spiegato che la decisione segue l'approvazione di ampie modifiche al design dell'aeromobile, al modo in cui viene pilotato e all'addestramento dei piloti. Ciò include modifiche al sistema di aumento delle caratteristiche di manovra (MCAS) del velivolo, nonché altre modifiche chiave di sicurezza volte a prevenire ulteriori incidenti.
All'inizio di febbraio 2021, la Cayman Islands Pilots Association (CAPA) ha rilasciato una dichiarazione riguardante il rientro dei Boeing 737 MAX 8, affermando "Il B737-8 è uno degli aerei più sicuri su cui volare". Alcuni voli di prova si sono svolti nella seconda settimana di febbraio.

## Identità aziendale
La sede di Cayman Airways si trova a George Town al numero 91 di Owen Roberts Drive quasi di fronte all'impianto di manutenzione aeromobili di Cayman Airways situato al numero 54 di Owen Roberts Drive. Owen Roberts Drive è la strada principale che porta all'Aeroporto internazionale Owen Roberts di Grand Cayman.

## Flotta

### Flotta attuale

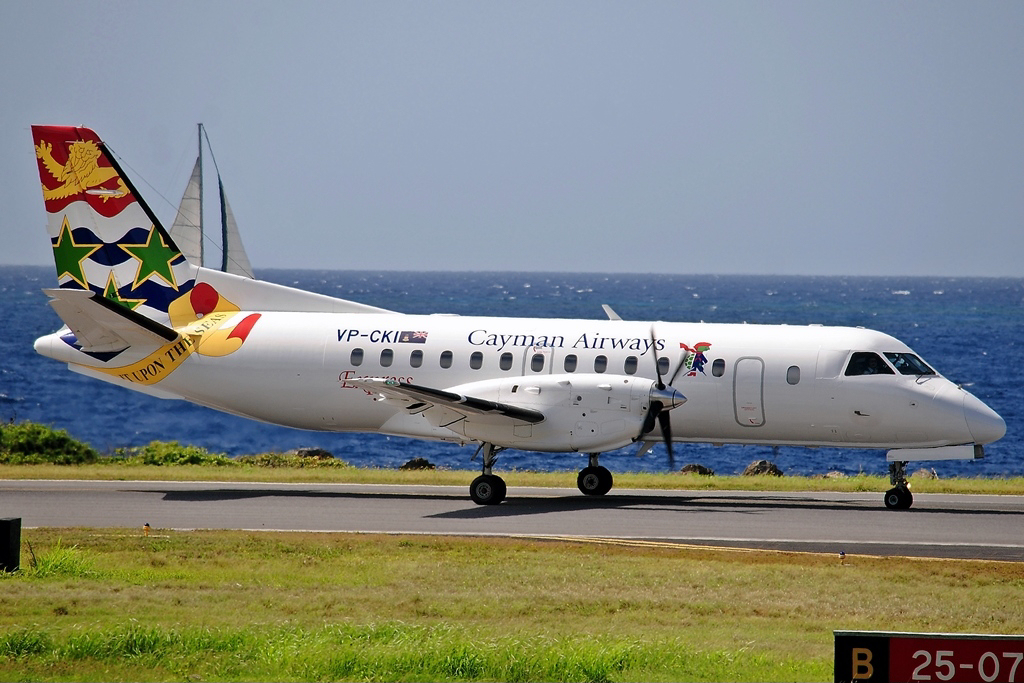
Un Saab 340.

Ad ottobre 2024 la flotta di Cayman Airways è così composta:

### Flotta storica

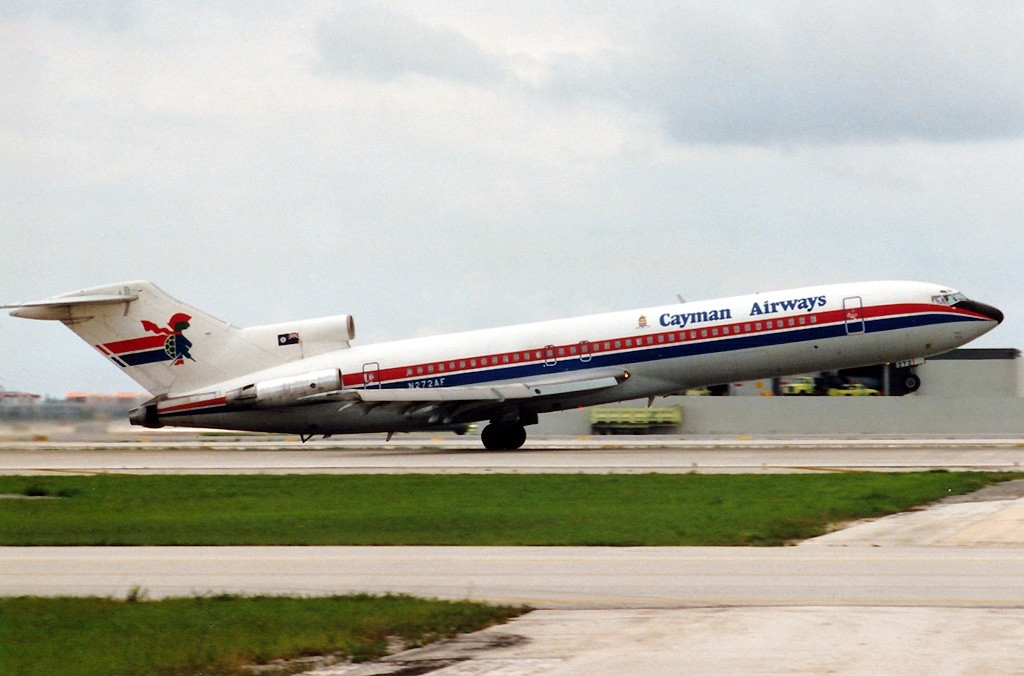
Un Boeing 727-200.

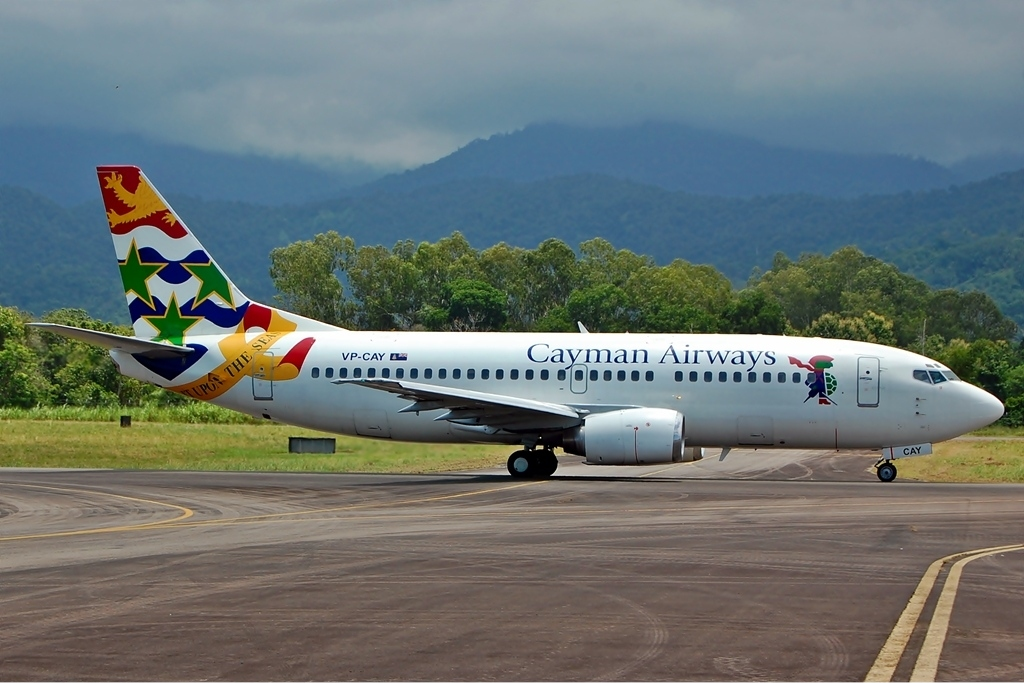
Un Boeing 737-300.

Nel corso degli anni, Cayman Airways ha operato con i seguenti modelli di aeromobili: